# Pokkén Tournament
Pokkén Tournament (ポッ拳 POKKÉN TOURNAMENT), connu sous le nom de Pokémon Tekken  en Allemagne, est un jeu vidéo de combat développé et édité par Bandai Namco Entertainment, mettant en scènes des personnages de la franchise Pokémon. Il est sorti sur borne d'arcade le 16 juillet 2015 au Japon, et sur Wii U le 18 mars 2016 dans le monde. Un portage amélioré intitulé Pokkén Tournament DX est sorti sur Nintendo Switch le 22 septembre 2017.

## Système de jeu
Pokkén Tournament est un jeu de combat dans lequel s'affrontent différents Pokémon en un contre un. Le jeu reprend des éléments de gameplay de la série Tekken mais est plus orienté sur l'action, avec ces combats en trois dimensions en arène ouverte, que sur la technique, afin d'être plus accessible pour les fans de Pokémon,. Les Méga-Évolution des Pokémon sont présentes.
Sur borne d'arcade, le jeu se joue uniquement avec une manette créée spécialement pour celui-ci. Une manette spéciale est également proposée sur Wii U.

## Personnages
Nia : personnage qui donne des conseils au joueur.

### Pokémons jouables
- Braségali
- Carchacrok
- Dimoret
- Dracaufeu
- Ectoplasma
- Gardevoir
- Jungko
- Lucario
- Lugulabre
- Mackogneur
- Mewtwo
- Pikachu
- Pikachu catcheur
- Roussil
- Shadow Mewtwo
- Suicune

Pokémons exclusifs à la version arcade japonaise (réapparaissant dans la version Nintendo Switch)
- Darkrai
- Cizayox
- Cradopaud
- Pingoléon

Pokémon exclusif à la version Nintendo Switch
- Archéduc
- Exagide (DLC)
- Tortank (DLC)

### Pokémon de soutien
Les personnages de soutien, classés en trois catégories différentes que sont Attaque, Renforcement, Entrave, sont disponibles par paire de deux.
- Croâporal et Évoli
- Emolga et Feunnec
- Jirachi et Farfaduvet
- Vipélierre et Lokhlass
- Magirêve et Feunard
- Canarticho et Electrode
- Motisma et Togekiss
- Dracolosse et Victini
- Cradopaud et Nymphali
- Pachirisu et Magicarpe
- Osselait et Taupiqueur
- Mentali et Noctali
- Reshiram et Cresselia
- Magnéton et Maraiste
- Yveltal et Latios
- Flamiaou et Otaquin (Nintendo Switch)
- Méga-Rayquaza et Mimiqui (DLC sur Nintendo Switch)
- Mew et Celebi (DLC sur Nintendo Switch)

## Développement
Un teaser du jeu est dévoilé en août 2013 durant un évènement Pokémon Game Show, avec le dépôt de la marque du jeu par The Pokémon Company. Il est officiellement dévoilé le 26 août 2014. Il est sorti sur borne d'arcade le 16 juillet 2015 au Japon.
Lors des Pokémon World Championships 2015, le jeu est annoncé sur Wii U pour une sortie prévue au printemps 2016. Le jeu sort le 18 mars 2016.
Le 6 mai 2017, un portage amélioré est annoncé sur Nintendo Switch. Le jeu est sorti le 22 septembre 2017.